# MyRuLib
MyRuLib — компьютерная программа для управления домашней библиотекой электронных книг. Кроссплатформенный аналог MyHomeLib, который может использоваться и как клиент для работы с библиотеками Либрусек, Флибуста и Library Genesis.
Это свободное программное обеспечение, распространяемое на условиях лицензии GNU GPL и написанное на языке программирования C++. Программа предназначена для работы в операционных системах Linux, Mac OS X и др. UNIX-подобных, Windows. На 2025 год развитие MyRuLib находится в стагнации — последний коммит на GitHub датирован ноябрём 2013 г.

## Функции
Для просмотра электронных книг MyRuLib использует программу CoolReader.

## Публикации
- Владимир Егоров. MyRuLib 0.21. Hard’n’Soft (27 мая 2010). Дата обращения: 12 сентября 2012. Архивировано из оригинала 15 октября 2011 года.